# Endemol Shine Italy
Endemol Shine Italy S.p.A. (già Endemol Italia) è una società di produzione e distribuzione televisiva italiana con sede a Roma che produce format televisivi del gruppo Banijay.

## Generalità
Endemol Shine Italy è la prima società di produzione televisiva in Italia e fa parte di Endemol Shine Group dal 2016 al 2021 e di Banijay dal 2021 in poi. L’attività di Endemol Shine Italy spazia dalla realizzazione di programmi di intrattenimento e fiction di ogni genere, alla creazione e adattamento dei formati per i principali network italiani, piattaforme satellitari e media interattivi.
È presente in Italia dal 1997 quando ha acquisito la società di produzione televisiva Aran, nata nel 1986 come "La Italiana Produzioni Audiovisive" poi rinominata "Aran" nel 1988 e "Aran Endemol" nel 1997, con a capo Marco Bassetti, marito di Stefania Craxi. A dicembre 2014 è nato il Gruppo Endemol Shine, la joint venture che ha unito Endemol, Shine e CORE Media creando uno dei più grandi gruppi per l'intrattenimento televisivo al mondo.
Endemol detiene il 68,5% della Palomar, casa di produzione cinematografica di fiction Rai di successo come Il commissario Montalbano e Braccialetti rossi. La società, inoltre, sviluppa contenuti e servizi cross-media insieme a YAM112003, società del Gruppo Endemol Shine.
Tra i programmi televisivi prodotti da Endemol, sia sulla Rai che su Mediaset, troviamo: il Grande Fratello, su Canale 5, i giochi a premi Affari tuoi e Soliti ignoti - Identità nascoste, su Rai 1, il varietà I migliori anni, sempre su Rai 1, i game show Chi vuol essere milionario?, su Canale 5, format nato nel Regno Unito nel 1998 e sbarcato in Italia due anni più tardi, e 1 contro 100, sempre su Canale 5, e numerosi show d'intrattenimento come Chi ha incastrato Peter Pan? e La fattoria su Canale 5 e Tale e quale show su Rai 1.
Sono di produzione Endemol Shine anche numerosi talk-show di prima e seconda serata come Che tempo che fa (fino al 2017), condotto da Fabio Fazio, su Rai 1, Le invasioni barbariche, condotto da Daria Bignardi, su LA7, e Verdetto finale, condotto da vari presentatori, su Rai 1.

## Loghi

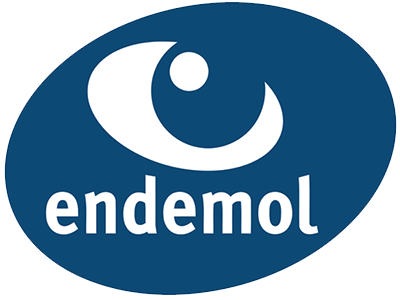
Logo usato fino alla fusione con Shine, avvenuta nel 2000-2009 - dal 2010 al 2011-2016
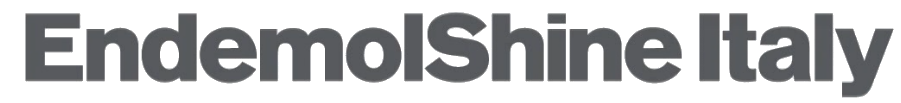
Logo usato dal 2016 al 2021
Logo in uso dal 2021

## Programmi realizzati in Italia

### Intrattenimento
- About Love[2]
- Adesso sposami
- Amori
- Bar wars
- Beato tra le donne
- Bisturi! Nessuno è perfetto
- All together now
- Blind date
- Cambio moglie
- Canzoni spericolate
- Ce la fai?
- Celebrity MasterChef Italia
- Cerco casa... disperatamente
- Changing Rooms - Camera a sorpresa
- Chi ha incastrato lo zio Gerry?
- Chi ha incastrato Peter Pan?
- Colpo di genio
- Cupido
- Detto fatto
- Diario - Esperimento d'amore
- Dimmi la verità
- Due come voi
- Extreme Makeover: Home Edition Italia
- Forte Fortissima
- Forza papà
- Grande Fratello
- Grande Fratello VIP
- I migliori anni
- Il brutto anatroccolo
- Il cantante mascherato
- Il ristorante
- Il treno dei desideri
- Italian Academy 2
- L'uomo perfetto
- La casa dei sogni
- La fattoria
- La notte degli chef
- La pista
- La prova del cuoco
- La pupa e il secchione
- La vita è meravigliosa
- Le cose che odio di te...
- Made in Italy
- Little Big Show
- Ma chi sei Mandrake?
- Mamme in sciopero
- MasterChef Italia
- Momenti di gloria
- Moscacieca
- M'ama non m'ama
- Miacarabefana.it
- Notti sul ghiaccio
- Operazione trionfo
- Per tutta la vita
- Personality
- Piccole canaglie
- Piccoli giganti
- Quasi TG
- Reality Circus
- Scelgo te! Single, gay o impegnato?
- Scherzi d'amore
- Scirocco
- Se sbagli... ti mollo
- Sei un mito! - Questa notte è per te
- Serata bestiale
- Serata d'onore
- Sette in condotta
- Settimo squillo
- Shout!
- Sogno e son desto
- Sogni
- Sposami subito
- Stranamore
- Superstar show e Superstar tour
- Survivor
- Tai-Tanic
- Tale e quale show
- Telerentola - La tv fuori di zucca
- Temptation Island
- The Couple - Una vittoria per due
- Tú sí que vales
- Tutti pazzi per la tele
- Uman - Take Control!
- Unan1mous
- Uno, due, tre... stalla!
- Usa la testa!
- Vieni via con me
- Vero amore
- Voglia di lavorare
- Walter e Giada

### Game show
- 1 contro 100
- 50-50
- Affari tuoi
- Allenamento attraverso anime! EX
- Anello debole
- Avanti un altro!
- Bellezze al bagno
- Boom!
- Caduta libera
- Chi fermerà la musica
- Chi vuol essere milionario?
- Formula segreta
- Furore
- I magnifici 7
- Il braccio e la mente
- Il delitto è servito
- Il malloppo
- Il paroliere
- In bocca al lupo!
- Jackpot - Fate il vostro gioco
- La botola
- La ruota della fortuna
- La stangata
- Le tre scimmiette
- LOL - Chi ride è fuori
- Novantatré - Il gioco che lega l'Italia
- Prendere o lasciare
- Primo e ultimo
- Prova prova sa sa
- Puzzle Time
- Q.I. – Quanto siamo intelligenti
- Sarabanda
- Sì o no
- Soliti ignoti - Identità nascoste
- Teleplay
- Camerino virtuale - The Box Game
- The Money Drop
- The Wall
- Tutto per tutto
- Vinca il migliore
- Zengi/Mango
- Zero e lode!

### Talk show
- A pranzo con Wilma
- Affari di cuore
- Al posto tuo
- Che tempo che fa
- Cronache marziane
- Donne
- Hammam
- La seconda volta
- Le invasioni barbariche
- Tutti pazzi per i reality
- Perdonami
- Relazioni pericolose
- Solo per amore
- Tema
- Ultimo incontro
- Un pugno o una carezza
- Torto o ragione? Il verdetto finale
- Vite allo specchio
- Da noi... a ruota libera

### Fiction
- L'allieva[3]
- CentoVetrine
- Donna detective
- Don Tonino
- Fidati di me
- La ladra
- La sposa
- Le tre rose di Eva
- Miacarabefana.it
- Provaci ancora prof!
- Sacrificio d'amore
- Scomparsa
- Sei forte, maestro
- Solo per amore
- Sorelle
- Vivere
- Anima gemella